# Serviço de jantar
Um serviço de jantar é um conjunto de pratos, tigelas, chávenas, terrinas e outros utensílios para servir as refeições, geralmente sem incluir os talheres, copos e a roupa de mesa. É muito utilizado como presente de casamento.
Os componentes dum serviço podem ser de metal ou cerâmica e em conjuntos para servir quatro (nos Estados Unidos), 6 ou 12 pessoas. Na Europa, a nobreza mandou fazer serviços de jantar em metais nobres e ricamente decorados, parte dos quais se encontra em vários museus.